# Pycnodytis
Pycnodytis is een geslacht van vlinders van de familie tastermotten (Gelechiidae).

## Soorten
- P. erebaula Meyrick, 1918
- P. irrigata Meyrick, 1918